# Microloma
Microloma là chi thực vật có hoa trong họ Apocynaceae.

## Các loài
Danh sách dưới đây liệt kê theo The Plant List (TPL).
1. Microloma calycinum E.Mey. - Gần Goedemanskraal ở tỉnh Tây Cape.
2. Microloma hereroense Wanntorp - Namibia.
3. Microloma incanum Decne. - Nam Phi.
4. Microloma longitubum Schltr. (= Microloma longituba) - Namibia.
5. Microloma namaquense H.Bol. - Namibia, tỉnh Tây Cape.
6. Microloma penicillatum Schltr. -  Damaraland ở Namibia.
7. Microloma poicilanthum Huber -  Damaraland ở Namibia.
8. Microloma sagittatum (L.) R.Br. - Nam Phi.
9. Microloma tenuifolium (L.) K.Schum. - Nam Phi.
10. Microloma burchellii N.E.Br. - Nam Phi.
11. Microloma gibbosum N.E.Br. - Nam Phi.
12. Microloma glabratum E.Mey. - Tỉnh Tây Cape.
13. Microloma massonii (R.Br. ex Schult.) Schltr. - Nam Phi.

Tuy nhiên, danh sách loài do WCSPF đưa ra hơi khác. Cụ thể WCSPF công nhận 9 loài đầu như TPL, công nhận thêm loài Microloma armatum với 2 thứ là M. armatum var. armatum và M. armatum var. burchellii; nhưng không công nhận 4 loài cuối cùng liệt kê trên đây mà đồng nghĩa chúng với các loài như liệt kê dưới đây:
- Microloma burchellii = Microloma armatum var. burchellii
- Microloma gibbosum = Microloma sagittatum
- Microloma glabratum = Microloma sagittatum
- Microloma massonii = Microloma armatum var. armatum

WCSPF cũng công nhận loài lai ghép M. x archeri.

## Hình ảnh

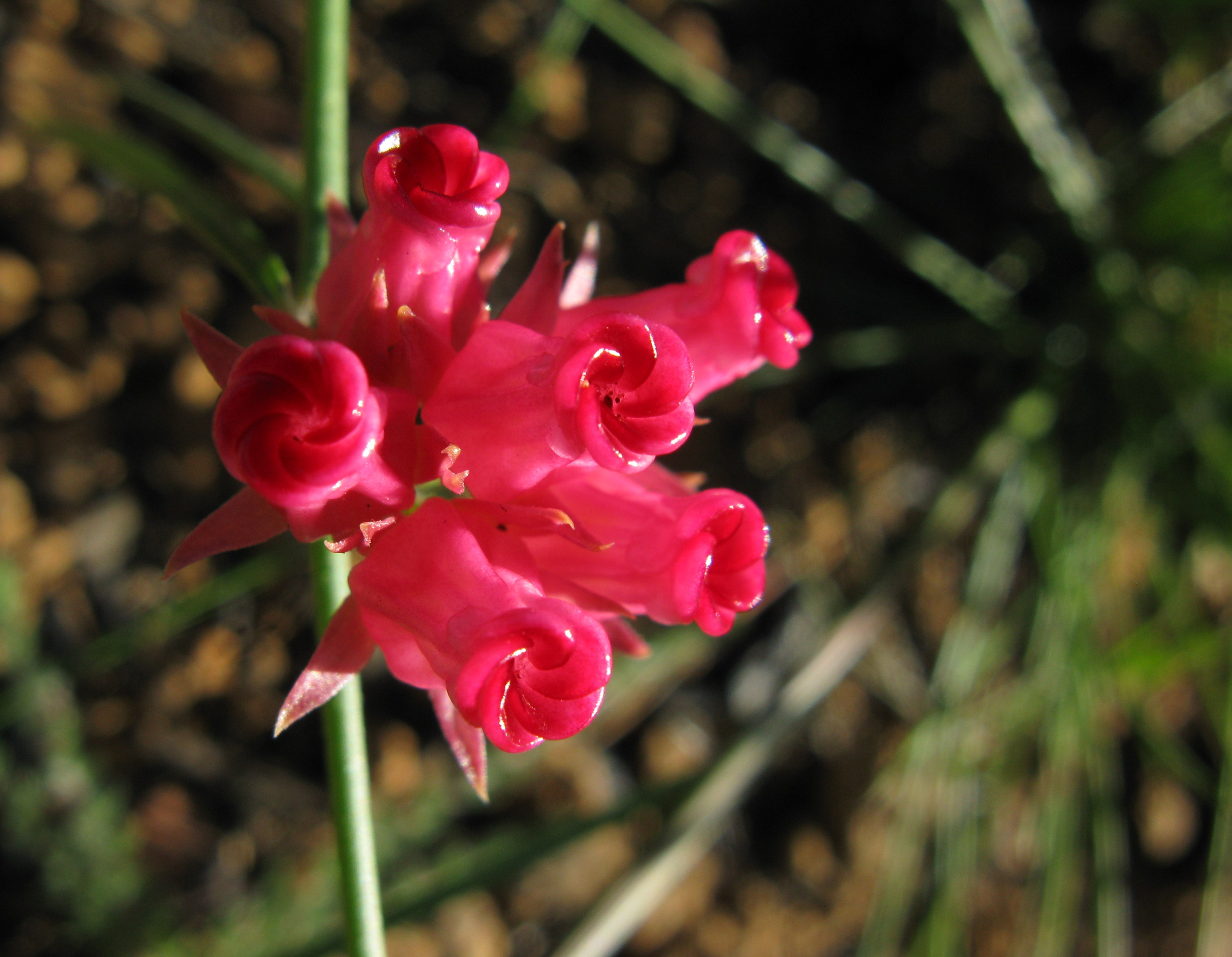
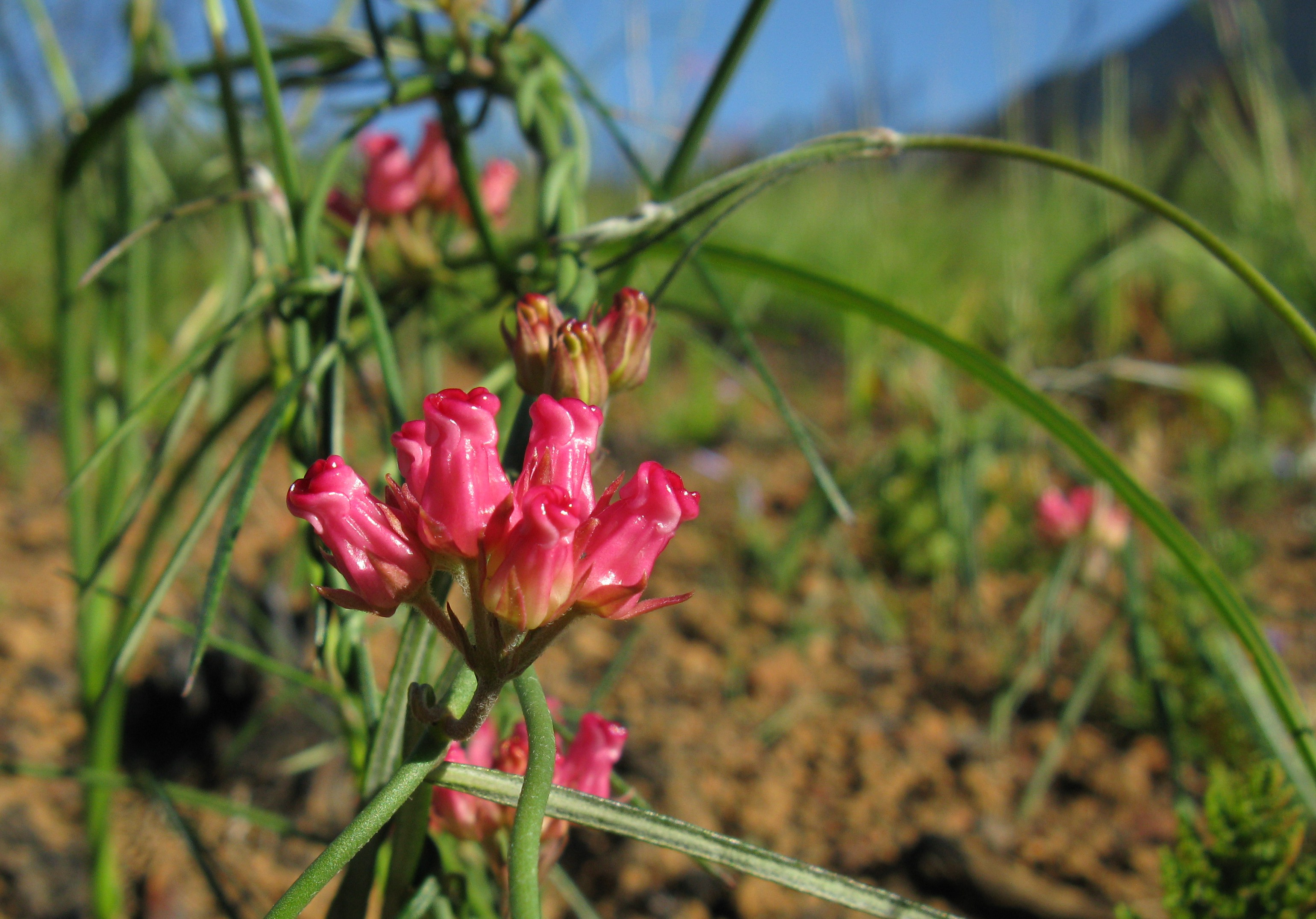
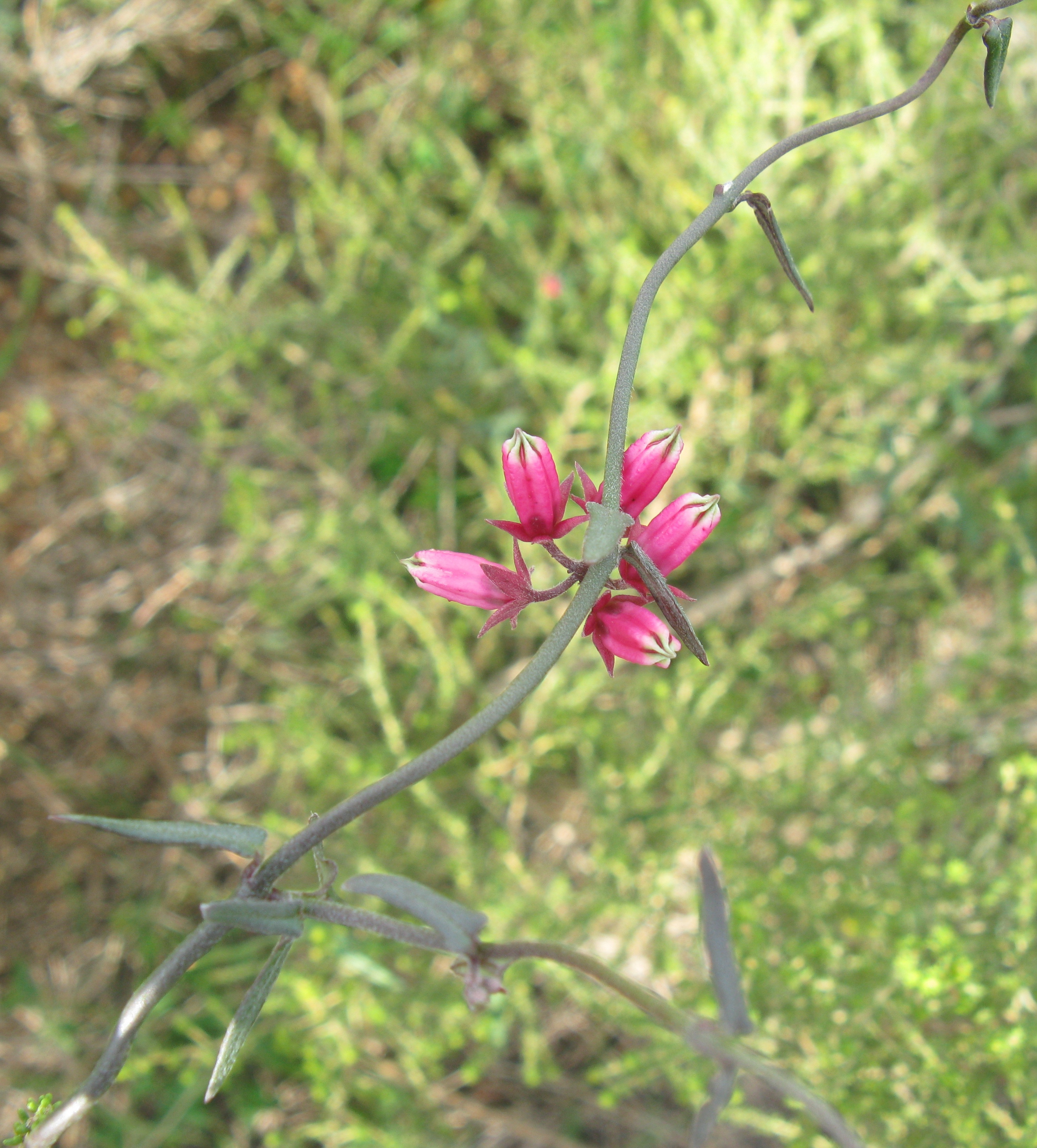